# O.K. John
Onorionde Kughegbe John, thường được biết với tên O.K. John (sinh ngày 22 tháng 7 năm 1983) là một cầu thủ bóng đá người Indonesia gốc Nigeria hiện tại thi đấu ở vị trí hậu vệ cho Madura United. Ngày 19 tháng 2, anh chính thức trở thành công dân Indonesia.

## Sự nghiệp

### Madura United
Vào tháng 2 năm 2018, anh ký bản hợp đồng 1 năm với câu lạc bộ tại Liga 1 Madura United.